# Nir Zidhyaku
Nir Zidkyahu (Hebreeuws: ניר צדקיהו), (Jeruzalem, 5 november 1967) is een Israëlische studio-sessiedrummer. Hij is de broer van de drummer van Blackfield, Tomer Z. Zidkyahu speelde drums op acht nummers van het album Calling All Stations van Genesis. Hij speelde ook tijdens de tournee die daarop volgde in 1998.
In 2001 drumde hij op het album Room for Squares van John Mayer. Daarna speelde hij drums en percussie voor onder andere Jason Mraz, Joss Stone en Alana Davis. In 2006 deed bij mee met de band Flaw op hun album Endangered Species en met Chris Cornell op zijn tweede soloalbum, Carry On (2007). Zidkyahu speelde op een aantal nummers op Skyscraper (2009) van de band Tall Stories. In 2009 ging Zidkyahu op tournee met Billy Squier.